# Joakim Thåström
Joakim Thåström (født Sven Joachim Eriksson Thåström den 20. marts 1957 i Vantörs församling) er en svensk musiker, sanger og komponist, der er kendt som soloartist under navnet Thåström og tidligere som sanger og guitarist i grupperne Ebba Grön og Imperiet.
Joakim Thåström begyndte sin musikerkarriere i punkbandet Ebba Grön (1977-83) og var i 1981 med ved etableringen af Rymdimperiet, senere Imperiet.
Joakim Thåström blev dog træt af berømmelsen i Sverige og flyttede først til Amsterdam og derefter til Vesterbro i København, hvor han boede i nogle år. I perioden fra 1992-1997 var han en del af industrial/technobandet Peace, Love & Pitpulls, hvis sværttilgængelige sound dog ikke tiltrak et specielt stort publikum.
Efter at have støjet sig igennem livet i forskellige grupper er den nu modne solokunstner Thåström blevet mere afdæmpet. Stilen i dag er såkaldt skeletrock ( à la Nick Cave og Tom Waits), hvor der frem for fræsende skærebrænderlyde nu bydes på livskloge og lettere resignerede fortællinger fra erindringsbanken henover sagtmodige klavertoner og jordnære akustiske guitarakkorder. Bl.a. på 'Skebokvarnsv.209' fra 2005 – et album opkaldt efter det boligkompleks i Stockholm, hvor han voksede op.

## Diskografi
- 1989: Thåström
- 1991: Xplodera mig 2000
- 1998: Singoalla
- 1999: Det är ni som e dom konstiga det är jag som e normal
- 2002: Mannen som blev en gris
- 2003: På Röda sten
- 2005: Skebokvarnsv. 209
- 2006: Solo Vol. 1
- 2009: Kärlek är för dom
- 2009: Be-bob-a-lula hela jävla dan (opsamlingsalbum)
- 2012: Beväpna dig med vingar
- 2012: Som jordgubbarna smakade... (livealbum)
- 2015: Den morronen
- 2017: Centralmassivet
- 2020: Klockan 2 på natten, öppet fönster … (livealbum)
- 2021: Dom som skiner
- 2024: Somliga av oss